# Strančice
Strančice (en allemand : Stranschitz) est une commune du district de Prague-Est, dans la région de Bohême-Centrale, en République tchèque. Sa population s'élevait à 2 524 habitants en 2020.

## Géographie
Strančice se trouve à 5 km au sud-sud-est de Říčany et à 24 km au sud-est du centre de Prague.
La commune est limitée par Říčany au nord, par Světice, Všestary et Mnichovice à l'est, par Kunice et Petříkov au sud, et par Popovičky à l'ouest.

## Histoire
La première mention écrite de la localité date de 1404.

## Administration
La commune se compose de sept quartiers :
- Kašovice
- Otice
- Předboř
- Sklenka
- Strančice
- Svojšovice
- Všechromy

## Transports
Par la route, Strančice se trouve à 6,3 km de Říčany et à 28 km du centre de Prague.